# Nickel Boys
Nickel Boys is een Amerikaanse historische dramafilm uit 2024, geregisseerd en mede geschreven door RaMell Ross. De film is gebaseerd op de roman The Nickel Boys (De jongens van Nickel) van Colson Whitehead uit 2019. De hoofdrollen worden vertolkt door Ethan Herisse en Brandon Wilson.

## Verhaal
In Tallahassee, Florida, in het Jim Crow-tijdperk van 1962, wordt de jonge Afro-Amerikaan Elwood Curtis door agenten ten onrechte beschuldigd van medeplichtigheid aan het stelen van een auto. Hij wordt naar een gesegregeerde hervormingsschool gestuurd, genaamd de Nickel Academy (een fictieve versie van de Florida School for Boys). Daar sluit hij een hechte vriendschap met een jongen genaamd Turner, terwijl ze proberen te overleven tegen het misbruik door de school en de corrupte bestuurders.

## Rolverdeling
| Acteur                | Personage                    |
| --------------------- | ---------------------------- |
| Ethan Herisse         | Elwood Curtis                |
| Brandon Wilson        | Turner                       |
| Ethan Cole Sharp      | de jonge Elwood              |
| Daveed Diggs          | de oudere Elwood             |
| Aunjanue Ellis-Taylor | Hattie, Elwood's grootmoeder |
| Hamish Linklater      | Spencer                      |
| Fred Hechinger        | Harper                       |
| Jimmie Fails          | Mr. Hill                     |

## Productie
In oktober 2022 werd de verfilming van Colson Whiteheads roman uit 2019, The Nickel Boys, gemeld. RaMell Ross, bekend van zijn voor een Oscar genomineerde documentaire Hale County This Morning, This Evening uit 2018, staat in voor de regie, waarmee het zijn debuut als speelfilmregisseur maakte. Ross schreef het script samen met Joslyn Barnes van Louverture Films. De productie is in handen van Plan B Entertainment, Anonymous Content en Louverture Films.

### Filmopnames
De filmopnames vonden plaats in Louisiana van oktober tot december 2022, met een geschat productiebudget van 23,2 miljoen Amerikaanse dollars. Er werd gefilmd in onder andere Laplace, New Orleans, Hammond en Ponchatoula.

## Release en ontvangst
Nickel Boys ging op 30 augustus 2024 in première op het Filmfestival van Telluride en werd geselecteerd als openingsfilm van het Filmfestival van New York. De film zal vertoond worden op 13 december 2024 in New York en op 20 december in Los Angeles. De film werd genomineerd voor de Golden Globe voor beste dramafilm.
De film kreeg overwegend positieve kritieken van de filmcritici, met een score van 88% op Rotten Tomatoes, gebaseerd op 56 beoordelingen.

## Prijzen en nominaties
De belangrijkste:
| Jaar | Prijs                   | Categorie               | Genomineerde(n)              | Uitslag     |
| ---- | ----------------------- | ----------------------- | ---------------------------- | ----------- |
| 2025 | Academy Awards (Oscars) | Beste film              | Beste film                   | Genomineerd |
| 2025 | Academy Awards (Oscars) | Beste bewerkte scenario | RaMell Ross en Joslyn Barnes | Genomineerd |
| 2025 | Golden Globe Award      | Beste film - drama      | Beste film - drama           | Genomineerd |